# シックス・アパート
シックス・アパート株式会社（英: Six Apart, Ltd.）は、東京都千代田区に本社を置く日本のソフトウェア企業。2003年12月に米Six Apart, Ltd.社（現Say Media, Inc.）の完全子会社として設立された。ブログ製品の草分けであるCMS製品「Movable Type（ムーバブル・タイプ1.0 2001年10月8日リリース）」の開発元として知られる。2011年1月に米Six Apart, Ltd.社から、Movable Typeに関するすべての権利と、Six Apartブランドの譲渡を受け、2011年2月にインフォコム株式会社のグループ企業となる。2016年6月にEBOにより独立する。
社名は、米Six Apart, Ltd.社の創業者であるベンジャミン・トロットとミーナ・グラボウスキー・トロット夫妻の生年月日が6日しか違わないことに因んでいる。

## 概要
創業者のベンジャミンが失業期間中に、妻のミーナがウェブログを書きやすいようにと、後にMovable Typeとなるソフトを開発したことをきっかけに、2001年にアメリカ合衆国カリフォルニア州サンフランシスコ市にて創業された。バージョン1.0がリリースされたときには、最初の一時間で100回以上ダウンロードされた。
2003年に、米シックス・アパートは、伊藤穰一とその会社ネオテニーから社員を雇い、フランスのウェブログ会社を買収し、ウェブログホスティングシステムであるTypePad公開のために、ベンチャーキャピタルの最初の投資を受ける。2004年、他企業を買収するためにオーガスト・キャピタルからの第二ラウンドの投資も受けた。2005年1月には、LiveJournalの親会社であるダンガ・インタラクティブを買収した。そのオーナーであるブラッド・フィッツパトリックはシックス・アパートのチーフ・アーキテクトとなる。2006年3月、カメラ・電話ブログサービスのスプラッシュブログの買収をアナウンス。2006年6月、ウェブ2.0ブログプラットフォームのVoxをリリース。2006年9月にはRojo.comを買収した。
2010年9月、米ビデオエッグ社が米シックス・アパート社と合併し、米SAYメディア社の設立をアナウンス。
翌2011年1月には、日本法人がインフォコムの100%子会社となることを発表した。
2016年7月、EBOによりインフォコムから独立。シックス・アパート・ホールディングス株式会社の100%子会社となることを発表した。

## 歴史
- 創業（2001年10月）
- 会社設立（2003年4月）
- 日本法人設立（2003年12月）
- EMEA法人設立（2004年）
- 第二ラウンド投資（2004年）
- LiveJournal（ダンガ・インタラクティブ）買収（2005年）
- 第三ラウンド投資（2006年）
- スプラッシュブログ買収（2006年3月）
- Rojo.com買収（2006年9月）
- 新CEO就任（2007年9月）
- LiveJournal事業を露SUP社に売却 (2007年12月)
- VideoEgg社と合併を発表(2010年9月)
- 日本法人がインフォコム（JQ:4348）の子会社となる (2011年3月)
- EBOを実施し、インフォコムから独立。シックス・アパート・ホールディングス株式会社の100%子会社となる (2016年7月)

## 製品とサービス
- Movable Type
- MovableType.net
- TypePad
- Zenback（ゼンバック）
- Lekumo （ルクモ）